# Orophotus depulsus
Orophotus depulsus är en tvåvingeart som först beskrevs av Walker 1864.  Orophotus depulsus ingår i släktet Orophotus och familjen rovflugor. Inga underarter finns listade i Catalogue of Life.